# فالديمار بودولسكي
فالديمار بودولسكي (بالبولندية: Waldemar Podolski؛ بالألمانية: Waldemar Podolski) هو لاعب كرة قدم ألماني وبولندي في مركز الهجوم، ولد في 4 أبريل 1955. لعب مع شومبيركي بيوتوم.